# 风起云涌 (2004年电影)
《风起云涌》（英語：The Tide）是2005年中国大陆传记片，导演是陈国星，制片人是韩三平，主演是谢钢、苏岩。该片是纪念陈云诞辰100周年的献礼片。

## 剧情
1949年，中国共产党领导的中国人民解放军解放了中国大陆，中国国民党转战台湾，留下一个千疮百孔的烂摊子，经济问题关乎民生福祉，周恩来向毛泽东推荐陈云担任财政部长，全面主管经济建设工作。陈云到任之后，全面统一财政金融，抑制通货膨胀，发展工业体系，解决了当时岌岌可危的经济状况。

## 演出
| 演员              | 角色     | 备注                                       |
| 谢钢              | 陈云     | 财政部部长。                               |
| 苏岩              | 于若木   | 陈云妻子。                                 |
| 李易祥            | 王启才   | 卫士长。                                   |
| 高璐              | 方红旗   |                                            |
| 古月              | 毛泽东   |                                            |
| 谷伟              | 陈毅     | 中国人民解放军第三野战军司令员、上海市长。 |
| 孙维民            | 周恩来   |                                            |
| 郭连文            | 刘少奇   |                                            |
| 王伍福            | 朱德     |                                            |
| 张先衡            | 马寅初   |                                            |
| 冯奇              | 张元济   |                                            |
| 修宗迪            | 吴敬亭   |                                            |
| 张红宇            | 周秘书   |                                            |
| 刘勇              | 小廖     |                                            |
| 阮志强            | 潘汉年   |                                            |
| 车晓彤            | 曹菊如   |                                            |
| 任申              | 钱之光   |                                            |
| 刘峰              | 戎子和   |                                            |
| 刘欣              | 宋绍文   |                                            |
| 李小佳            | 陈云姐姐 |                                            |
| 杨静              | 黄小环   |                                            |
| 杨丽晓            | 伟力     |                                            |
| 姚庆              | 元元     |                                            |
| 亚历山大·巴弗洛夫 | 米高扬   |                                            |
| 阿列克谢          | 翻译员   | 苏联翻译员                                 |

## 制作
陈凯歌担任艺术总监。

## 奖项
| 日期 | 奖项                 | 类别                     | 被提名者     | 结果 | 备注  |
| ---- | -------------------- | ------------------------ | ------------ | ---- | ----- |
| 2007 | 第11届中国电影华表奖 | 优秀故事片               | 《风起云涌》 | 獲獎 | [ 3 ] |
| 2007 | 第11届中国电影华表奖 | 中国电影华表奖优秀男演员 | 谢钢         | 提名 | [ 3 ] |
| 2007 | 第11届中国电影华表奖 | 中国电影华表奖优秀新人   | 苏岩         | 提名 | [ 3 ] |

## 外部连接
- 《风起云涌》 搜狐网专题
- 豆瓣电影上《风起云涌》的資料 （简体中文）
- 时光网上《风起云涌》的資料（简体中文）
- 互联网电影数据库（IMDb）上《风起云涌》的资料（英文）